# Carlos Opazo
Carlos Alberto Opazo Aparicio (Laja, 27 de junio de 1989) es un futbolista chileno. Juega como mediocampista en Deportes Melipilla de la Segunda División Profesional de Chile.

## Trayectoria
Formado en las divisiones inferiores de Magallanes, comenzó su carrera futbolística en 2009 jugando precisamente por Magallanes hasta el año 2014, donde logra con el equipo magallánico, el título del campeonato de la Tercera División 2010 y por consiguiente el ascenso a la Primera B. Luego pasó a Deportes Valdivia, donde consigue con el Torreón, el título de la Segunda División Profesional 2015-16.

## Clubes
| Club                      | País  | Año       |
| ------------------------- | ----- | --------- |
| Magallanes                | Chile | 2009-2014 |
| Deportes Valdivia         | Chile | 2014-2021 |
| Universidad de Concepción | Chile | 2021      |
| Deportes Valdivia         | Chile | 2022-2023 |
| Deportes Melipilla        | Chile | 2024-Act. |

## Palmarés

### Campeonatos nacionales
| Título           | Club              | País  | Año     |
| ---------------- | ----------------- | ----- | ------- |
| Tercera División | Magallanes        | Chile | 2010    |
| Segunda División | Deportes Valdivia | Chile | 2015-16 |